# 메돈
메돈(그리스어: Μέδων)은 그리스 신화에서 다음과 같은 인물들의 이름이다.

## 오일레우스의 서자 (庶子)
오일레우스와 레네 사이에서 태어난 서자. 작은 아이아스의 이복형제. 오일레우스의 후처인 에리오피스의 오빠를 죽인 죄로 고향을 떠나 퓔라케 땅에서 살았다.
트로이 전쟁에서 필록테테스가 물뱀에게 물려 렘노스 섬에 남겨지자 필록테테스의 부대를 지휘했다.
나중에 아이네이아스에게 죽었다.

## 이타카의 전령.페넬로페의 구혼자 중에 한 사람
다른 구혼자들이 페넬로페에게 무례하게 굴었지만 이 메돈은 페넬로페에게 무례를 범하지 않고 공손하게 대했다. 이 때문에 나중에 오딧세우스가 돌아와 다른 구혼자들을 모두 죽여버렸지만 이 메돈은 살려주었다.

## 코드루스의 아들
아테네의 마지막 왕인 코드루스의 아들. 최초의 아테네의 집정관이 되었다.

## 켄타우로스의 이름
테살리아의 결혼식에서 라피타이인들과 켄타우로스 중의 하나이다.